# Болдун Іван Корнійович
Іван Корнійович Болдун (1918–1981) — старший лейтенант Робітничо-селянської Червоної Армії, учасник Другої світової війни, Герой Радянського Союзу (1944).

## Біографія
Іван Болдун народився 22 червня 1918 року в селі Розльоти (нині — Коропський район Чернігівської області України) у селянській родині. Здобув початкову освіту, працював у колгоспі. В 1938 Болдун був призваний на службу в Робітниче-селянську Червону Армію. З червня 1941 — на фронтах Німецько-радянської війни. Брав участь у боях на Центральному та 1-му Білоруському фронтах. У 1943 році вступив до ВКП(б). До вересня 1943 року старшина Іван Болдун командував розвідувальним відділенням 1323-го стрілецького полку 415-ї стрілецької дивізії 61-ї армії Центрального фронту. Відзначився під час битви за Дніпро.
У ніч із 26 на 27 вересня 1943 року Болдун переправився через Дніпро у районі хутора Змії Ріпкинського району Чернігівської області та закріпився на західному березі річки. У ході бою за плацдарм зробив кілька рейсів через річку, евакуював поранених бійців у тил, доставляв на позиції батальйону на плацдармі боєприпаси та продовольство.
Указом Президії Верховної Ради СРСР «Про присвоєння звання Героя Радянського Союзу генералам, офіцерському, сержантському та рядовому складу Червоної Армії» від 15 січня 1944 року за «зразкове виконання бойових завдань командування з форсування річки Дніпро і виявлені при цьому мужність і героїзм» був удостоєний високого звання Героя Радянського Союзу з врученням ордена Леніна та медалі «Золота Зірка» за номером 2978.
Після закінчення війни у званні старшого лейтенанта Болдуна було звільнено в запас. Проживав у Москві, працював старшим майстром на Московському дослідному заводі тугоплавких металів та твердих сплавів. Помер 7 грудня 1981, похований на Котляківському кладовищі.
Був також нагороджений орденами Великої Вітчизняної війни 2-го ступеня, Червоної Зірки, Слави 3-го ступеня, а також медалями. У селищі Короп на Алеї Героїв встановлено пам'ятний знак Болдуну.